# Nederlandse Mededingingsautoriteit
De Nederlandse Mededingingsautoriteit (NMa) was tussen 1 januari 1998 en 1 april 2013 de mededingingsautoriteit in Nederland. Het was een uitvoeringsorganisatie van het ministerie van Economische Zaken en verantwoordelijk voor de uitvoering van de Mededingingswet uit 1998. In 2013 ging de NMa op in de Autoriteit Consument en Markt (ACM).

## Organisatie
De Nederlandse Mededingingsautoriteit startte vanaf 1 januari 1998. Sinds 1 juli 2005 was de raad van bestuur van de NMa een zelfstandig bestuursorgaan (zbo). De NMa zelf was nog wel onderdeel van het ministerie van Economische Zaken, Landbouw & Innovatie (EL&I), met name op het gebied van financiën, de begroting, personeel en de bedrijfsvoering. De NMa bezat namelijk geen rechtspersoonlijkheid.
Per 1 juni 2008 werden de directies Concurrentietoezicht en Concentratiecontrole samengevoegd tot de Directie Mededinging. Zo kwam er één aanspreekpunt voor concurrentiezaken en fusiezaken. Het was ook bedoeld voor meer marktkennis binnen de NMa. De nieuwe Directie had vijf sectorale clusters: cluster Zorg, cluster Agri, cluster Industrie en Bouw, cluster Netwerksectoren en Media, cluster Financiële en zakelijke dienstverlening en cluster Handel, Diensten en Transport. Daarnaast waren er nog de algemene afdelingen cluster Recherche en Inlichtingen en cluster Mededingingsexpertise. Tevens werd de naam van de DTe gewijzigd in Energiekamer.
Op 1 april 2013 fuseerde de NMa met de Consumentenautoriteit en de OPTA tot de Autoriteit Consument en Markt (ACM).

## Doelstellingen
De NMa was speciaal opgericht als een toezichtorganisatie van het ministerie van Economische zaken ter uitvoering van de Mededingingswet, die per 1 januari 1998 de Wet economische mededinging (WEM) verving. In de Europese regelgeving waren kartels verboden, maar onder de WEM toegestaan, tenzij ze uitdrukkelijk werden verboden. Nederland stond daarom bekend als 'kartelparadijs'.
Per 1 juli 2005 werd de NMa – zoals vanaf het begin de bedoeling was – omgevormd tot een onafhankelijk zelfstandig bestuursorgaan.

## Algemene taken
De NMa had tot taak het nieuwe verbod op kartels en/of misbruik van een economische machtspositie te handhaven. Zij hield aldus toezicht op de concurrentieverhoudingen in het bedrijfsleven binnen Nederland.
De drie hoofdtaken waren:
- bestrijden van ongeoorloofde (stilzwijgende) prijsafspraken
- tegengaan van misbruik van economische machtsposities
- toetsen bepaalde concentraties van bedrijven bij fusies of overnames [1]

### Bestrijding kartelafspraken
De Mededingingswet verbiedt in artikel 6 kartelafspraken: ondernemingen mogen onderling geen afspraken maken over bijvoorbeeld prijzen, verdeling van klanten of het boycotten van leveranciers en/of afnemers. Een verboden kartelafspraak is elke afspraak tussen ondernemingen die de concurrentie kan verhinderen, beperken of vervalsen. Het was de taak van de NMa om erop toe te zien dat zulke afspraken niet gemaakt werden. De NMa spoorde kartelafspraken zelf op en maakte gebruik van aangiften. Iedereen kon zo'n aangifte doen. Dat kartelafspraken in de realiteit wel degelijk gemaakt worden en welke gevolgen dat kan hebben, bleek onder andere tijdens de Bouwfraude. 'Gewone' afspraken tussen ondernemingen zijn wel toegestaan, als ze maar geen negatieve invloed op de concurrentie kunnen hebben. Sinds 2004 is het niet meer mogelijk ontheffing aan te vragen bij de NMa. Ondernemingen moeten nu zelf bepalen of hun afspraken toegestaan zijn onder de Mededingingswet. Als het kartelverbod wordt overtreden kon de NMa een boete opleggen; die boete kan oplopen tot 10 procent van de totale jaaromzet van een onderneming.

### Bestrijding misbruik economische machtsposities
De NMa controleerde het misbruik van economische machtsposities volgens artikel 24 van de Mededingingswet. Er is sprake van een economische machtspositie als een bedrijf zo'n sterke positie heeft dat het zich onafhankelijk van concurrenten en afnemers kan gedragen. Een bedrijf met zo'n machtspositie kan zelf bepalen aan wie het levert en aan wie niet en ook bij het vaststellen van de prijs voor producten of diensten hoeft het zich niets aan te trekken van de markt of concurrentie. Een monopolist heeft bijvoorbeeld zo'n machtspositie.
Om te bepalen of er sprake is van een machtspositie keek de NMa naar verschillende factoren. Een van die factoren is het marktaandeel, maar dit zegt niet alles. Zelfs als een onderneming een marktaandeel van honderd procent heeft (en dus de enige aanbieder is) hoeft er nog geen sprake te zijn van een machtspositie, althans volgens de NMa. De onderneming kan bijvoorbeeld concurrentiedruk voelen omdat nieuwe aanbieders tot de markt kunnen toetreden als de winst die het bedrijf maakt heel aantrekkelijk is. De monopolist moet daar rekening mee houden en kan - zo redeneerde de NMa - niet zomaar zijn gang gaan. 
In tegenstelling tot in sommige andere landen is het hebben van een economische machtspositie an sich niet verboden in Nederland. Het is wel verboden om misbruik te maken van een economische machtspositie. Dat misbruik moet blijken uit het gedrag van een bedrijf. Onder misbruik wordt bijvoorbeeld verstaan:
- koppelverkoop, dat wil zeggen producten die niets met elkaar te maken hebben als pakket verkopen.
- nieuwkomers op een oneerlijke manier uit de markt werken, bijvoorbeeld door producten tijdelijk onder de kostprijs aan te bieden.
- buitenproportioneel hoge prijzen voor producten en/of diensten vragen.

Het verbod op misbruik van een economische machtspositie is er om andere bedrijven binnen dezelfde markt en de afnemers te beschermen. In Nederland zijn er ondanks deze regels wel degelijk bedrijven met een economische machtspositie die zich niets of weinig hoeven aan te trekken van concurrenten en/of potentiële concurrenten. De Nederlandse Spoorwegen is zo'n bedrijf. Voorheen hadden ook KPN en energieleveranciers een dergelijke positie, maar de macht van deze bedrijven is door de liberalisering van de markt en de entree van nieuwkomers afgenomen. Voor de Nederlandse Spoorwegen ligt dat anders: toetreding tot die markt vergt een enorme investering en bovendien is de capaciteit van het spoor beperkt waardoor nieuwkomers niet zomaar hun diensten aan kunnen bieden. Nieuwe vervoersmaatschappijen rijden als gevolg hiervan alleen met treinen op trajecten die door de NS afgestoten zijn. Kortom: de grens tussen 'gebruik' en 'misbruik' is niet altijd even helder.
Als een bedrijf misbruik maakte van zijn economische machtspositie kon de NMa een boete opleggen, die kon oplopen tot maximaal tien procent van de netto jaaromzet van de onderneming.

### Toetsing van concentraties
Artikel 34 van de Mededingingswet verplichtte bedrijven bepaalde concentraties van bedrijven te melden bij de NMa. De gedachte achter dit deel van de Mededingingswet is dat concentraties van ondernemingen kunnen leiden tot machtige ondernemingen die zó dominant kunnen worden dat ze in een markt de concurrentie kunnen beïnvloeden of uitschakelen. Om dit te voorkomen moeten bepaalde voorgenomen concentraties getoetst en goedgekeurd worden door de NMa.
Onder een concentratie van bedrijven verstond de NMa: 
- een fusie van twee of meer voorheen onafhankelijke ondernemingen die opgaan in één bedrijf;
- een overname van een voorheen onafhankelijk bedrijf door een ander bedrijf;
- een joint venture van twee of meer bedrijven. Deze bedrijven gaan samenwerken in een gezamenlijke dochteronderneming, maar blijven wel beide apart bestaan.

Niet alle concentraties hoefden gemeld te worden. De NMa toetste concentraties alleen als de bedrijven aan de volgende criteria voldeden: 
- de betrokken ondernemingen hebben samen wereldwijd meer dan 113.450.000 euro omzet; en
- minimaal twee van hen hebben binnen Nederland een jaaromzet van minstens 30 miljoen euro.

Als ondernemingen deel uitmaken van een concern, dan is de omzet van het concern bepalend voor het overschrijden van deze drempels. Voor concentraties in de zorgsector gelden lagere omzetdrempels. 
Concentratietoezicht werd uitgevoerd door de NMa en door de Europese Commissie. Als een concentratie onder de Europese Commissie valt, dan is de Nederlandse Mededingingswet niet van toepassing. Onder de Europese Commissie vallen grotere concentraties dan onder de NMa, namelijk wanneer 
- de betrokken ondernemingen gezamenlijk een wereldwijde jaaromzet hebben van meer dan 5 miljard euro; en
- ten minste twee betrokken ondernemingen ieder afzonderlijk een jaaromzet binnen de Europese Unie hebben van meer dan 250 miljoen euro.

Hierop geldt een uitzondering wanneer alle betrokken ondernemingen het leeuwendeel van hun omzet (meer dan 2/3) in één lidstaat halen. In dat geval is de mededingingsautoriteit van de betreffende lidstaat bevoegd en is de nationale concentratiewetgeving van die lidstaat van toepassing.

### Specifieke taken
Ook de handhaving van de artikelen 81 en 82 van het EG-verdrag vielen binnen Nederland onder de NMa, deze artikelen van het EG-verdrag vallen eigenlijk samen met het kartelverbod en het verbod op misbruik maken van een economische machtspositie zoals dat in de Mededingingswet voorkomt. 
De NMa had twee sectorspecifieke kamers voor respectievelijk energie en vervoer. Naast de Mededingingswet handhaafde de NMa de Elektriciteitswet, de Gaswet, de Wet personenvervoer, de Spoorwegwet, de Wet luchtvaart en de Wet markttoezicht registerloodsen.

#### Kamer Energie (DTe)
De "Directie Toezicht Energie" (DTe) hield toezicht op de energie markt en de energie leveranciers en de naleving van de Elektriciteitswet en de Gaswet. Bij de vorming van de Directie Mededinging van de NMa per 1 juni 2008 werd de naam van de DTe gewijzigd in Energiekamer.
Aanvankelijk heette de DTe "Dienst toezicht en uitvoering Elektriciteitswet", die onder de bevoegdheid viel van de Minister van Economische Zaken. Zij was verantwoordelijk voor de uitvoering van de Elektriciteitswet en het toezicht op naleving ervan. De Dienst was ondergebracht als kamer bij de NMa.
Toen ook het toezicht op de Gaswet van 2000 de taak van de NMa werd, werd de naam gewijzigd in "Dienst Toezicht Energie", ook "Directie Toezicht Energie" genaamd, beiden met de afkorting 'DTe'. Tot 1 juli 2005 werd de naam "Dienst uitvoering en toezicht Energie" gebruikt.

#### Kamer Vervoer
De Vervoerkamer hield toezicht op de naleving van de Wet personenvervoer, de Spoorwegwet, de Wet Luchtvaart en de Wet markttoezicht registerloodsen. Het toezicht op deze wetten werd uitgevoerd in opdracht van het ministerie van Verkeer en Waterstaat.

#### Telecommunicatie
De NMa hield toezicht op de Nederlandse markt op één deelmarkt na: de telecommunicatiesector. Het toezicht in deze sector was in handen van de OPTA. De NMa en de OPTA werkten wel samen.